# Márton Ferenc (költő)
Márton Ferenc (Zilah, 1943. március 6. –) erdélyi magyar építészmérnök, újságíró, költő. Márton A. Géza fia.

## Életútja, munkássága
Középiskolai tanulmányait Temesvárt végezte, ugyanitt a Pedagógiai Főiskolán sakkedzői (1966), a műegyetemen építészmérnöki (1970) diplomát szerzett. Mérnökként dolgozott a temesvári Építő és Szerelő Tröszt és a Cukorgyár építőtelepein, 1989 óta betegnyugdíjas.
Versei, tudósításai, cikkei a Szabad Szó, 1990-től a Temesvári Új Szó s a Timişoara c. napilapokban jelentek meg. Verseiből a Lépcsők első két kötete s nyolc Temesvárott román nyelven kiadott antológia közölt.

## Könyv
- Ötmilliárd földimért (Temesvár, 1992)
- Din iubire dor de pace. Poezii bilingve / Szeretetből békevágy. Kétnyelvű versek; Mirton, Timişoara, 2002